# 다이안지

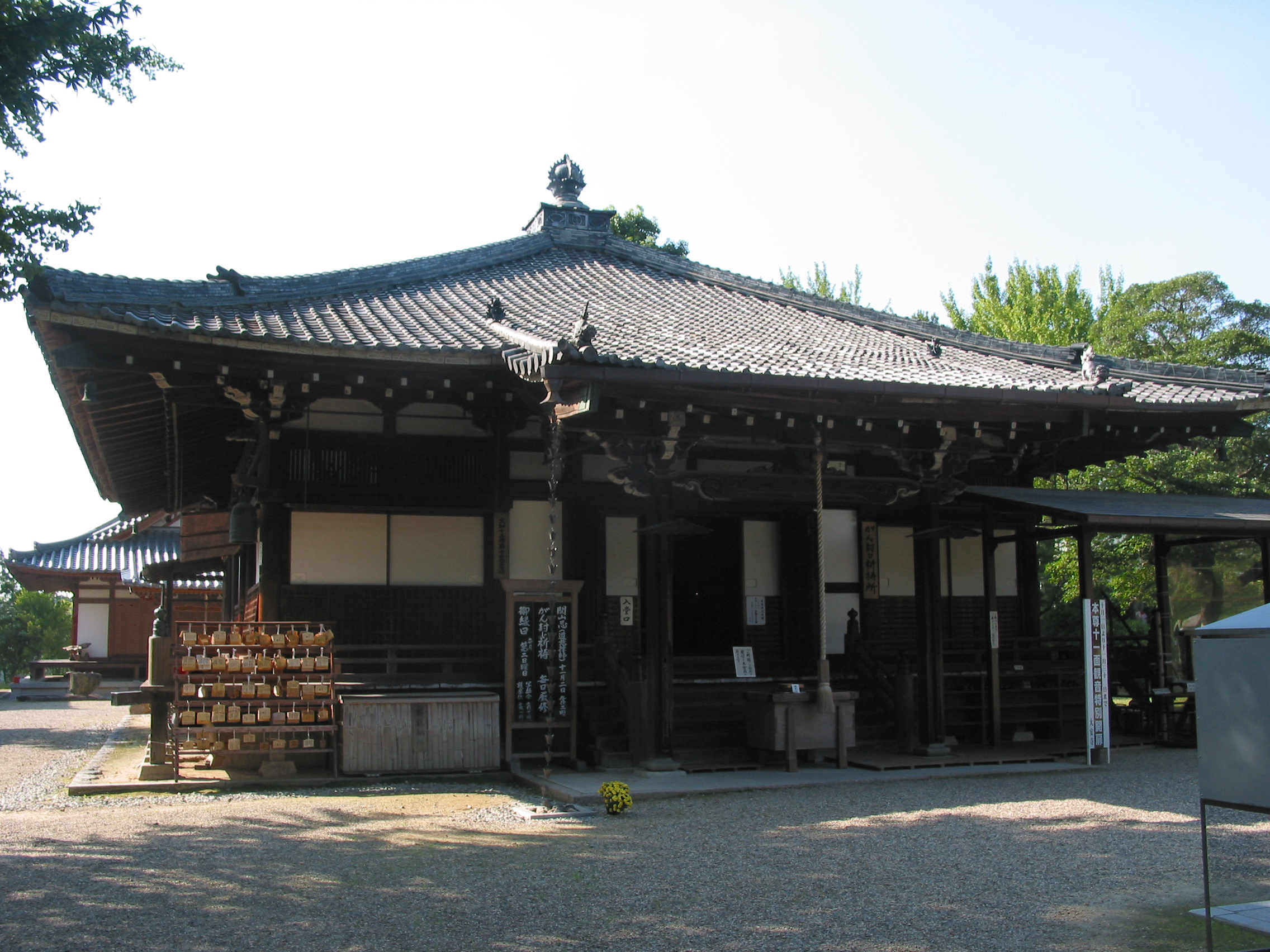
다이안지의 본당

다이안지(일본어: 大安寺)는 일본 나라의 고대 불교 사원이다. 전통적으로 남도 7대사의 하나로 여겨졌다. 이 절은 원래 아스카촌에 세워졌으나, 710년에 일본의 수도가 후지와라쿄에서 헤이조쿄로 이동한 뒤 716년에 현재의 위치로 오게 되었다.
?

## 같이 보기
- 남도 7대사